# Tarsicopia robusta
Tarsicopia robusta är en fjärilsart som beskrevs av Köhler 1952. Tarsicopia robusta ingår i släktet Tarsicopia och familjen nattflyn. Inga underarter finns listade i Catalogue of Life.